# مترو بومین
لیلاند تایلر وین (متولد ۱۶ سپتامبر ۱۹۹۳)، که به‌طور حرفه‌ای با نام Metro Boomin یا، غیررسمی، Metro شناخته می‌شود، یک تهیه‌کننده، مجری ضبط و دی‌جی آمریکایی است. او به دلیل سبک تولید تاریک و تأثیر آن بر هیپ هاپ و تراپ مدرن شناخته شده‌است. او همچنین در صنعت موسیقی به دلیل تگ‌های تهیه‌کننده اش مشهور است: «اگر مترو جوان به تو اعتماد نکند، من به تو شلیک می‌کنم» و «مترو بومین چیزهای بیشتری می‌خواهد، نیگا» که به ترتیب توسط همکاران مکرر Future و Young Thug صحبت می‌شود. ; همکاران دیگر عبارتند از The Weeknd، 21 Savage, Drake, Travis Scott, Swae Lee و Kanye West و و Migos وdon Toliver و kendrick lamar